# 에른스트 폰 볼초겐

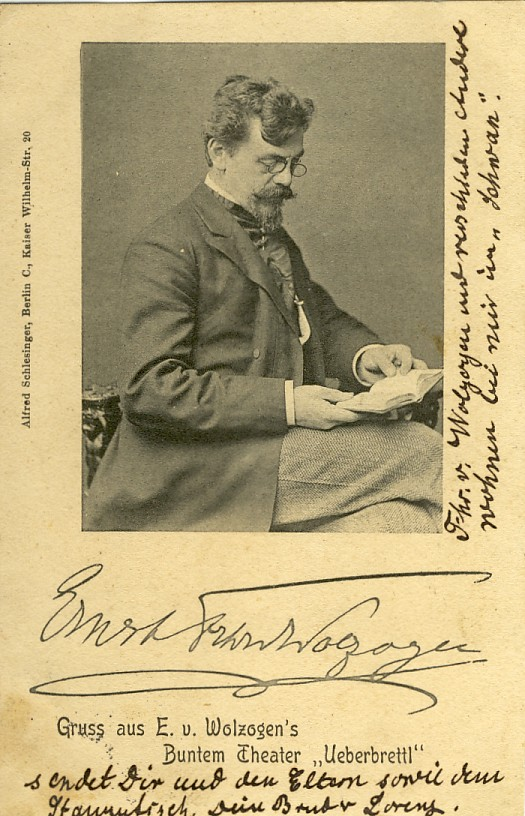

에른스트 폰 볼초겐(Ernst von Wolzogen, 1855년 4월 23일 ~ 1934년 8월 30일)은 독일의 카바레의 설립자이자 문화평론가, 작가이다.
스트라스부르와 라이프치히에서 문학, 철학, 역사와 예술을 공부했다. 1882년 베를린으로 건너가서 출판사의 편집장으로 일했고 나중에 독립 작가가 되었다. 1892년부터 1899년까지 뮌헨에서 살았고 그곳에서 Freie Literarische Gesellschaft를 설립하였다. 1899년 베를린으로 돌아와서 카바레를 설립했다.

## 작품
- 1879 Um 13 Uhr in der Christnacht
- 1885 Wilkie Collins: Ein Biographisch-Kritischer Versuch, Biography
- 1886 Heiteres und Weiteres, Poetry
- 1887 Thüringer Roman
- 1888 Die Kinder der Excellenz, Novel
- 1890 Die tolle Komteß, Novel
- 1890 Er photographiert, Comedy
- 1892 Das Lumpengesindel, Tragic comedy
- 1894 Das gute Krokodil und andere Geschichten
- 1897 Der Kraft-Mayr, Novel
- 1897 Die Gloria-Hose, Short Story
- 1899 Das dritte Geschlecht, Novel
- 1901 Feuersnot, Opera libretto, set to music by Richard Strauss
- 1905 Verse aus meinem Leben
- 《고집 센 이단자》(1911): 장편소설
- 《십자가의 길》(1915∼1926): 3부작 드라마
- 1923 Wie ich mich ums Leben brachte (Autobiography; anti-Semitic)